# Джамбайський район
Джамбайський район (узб. Jomboy tumani, Жомбой тумани) — адміністративний район розташований у Самаркандській області Узбекистану. Площа району складає 550 км², населення станом на 2000 рік 114 300 чол. До складу району входить 1 місто, 5 селищ та 8 сільських сходів. Адміністративний центр району – місто Джамбай.

## Географія
Район розташовано в басейні річки Зеравшан.

## Історія
Район було створено в перші роки радянської влади, однак у 1963 році ліквідовано. Через 7 років район було відновлено. Свою назву отримав  за однойменним містом у Казахстані, а саму назву пов’язують з казахським племенем джамбай. 

## Транспорт
Залізнична станція Джамбай.

## Соціальна сфера
У районі є науковий центр де вивчають паразитологію та акарологію.

## Адміністративний поділ
- Місто:
  - Джамбай
- Селища:
  - Дехконабад
  - Ескі-Джамбай
  - Хужа
  - Газира
  - Каттакишлак
- Села:
  - Дехканабад
  - Джамбай
  - Джурият
  - Канглі
  - Карамуюн
  - Кунград
  - Холвай
  - Шеркурган